# ちょ〜イタ 〜素晴らしき超能力人生〜
『ちょ〜イタ 〜素晴らしき超能力人生〜』（ちょーいた すばらしきちょうのうりょくじんせい）は、1999年7月23日にライアーソフトから発売されたアダルトゲームであり、同ブランドのデビュー作である。
本作のコンセプトはヒロインを透視して様々ないたずらを行うというものである。
また、透視することでヒロインの衣服だけでなく、男性キャラクターの服や障害物も透けて見えるため、各CGには通常のものとは別に、透視バージョンも用意されている。

## あらすじ

### プロローグ
主人公・つとむは友人の由紀との関係をより発展させたいと悩んでいた。
ある日、彼は交通事故に遭い、3日間意識不明の状態になった末に、透視とテレパシー能力を得る。
見舞いに来た由紀の心を読んだ彼は、彼女がセックスに興味を抱いていることを知り、テレパシーを用いて距離を縮めることに成功する。
このまま退院後にデートできるだろうと思われた矢先、牧野つばさという謎の女が出現し、つとむを妨害しにかかる。

## 登場人物
葛西つとむ（かさい つとむ）
本作の主人公。勉強は少しできる程度で、運動は苦手。一方で、切り替えが早く、冷静な対応を得意とする。
和泉由紀（いずみ ゆき）
つとむの友人。性に興味がある。
牧野つばさ（まきの つばさ）
つとむを追う女性。
那霧 清香
レイプ魔を追う刑事。

## 開発
本作の開発元であるライアーソフトは、プレイバイメールなどの運営で知られる遊演体の元スタッフを中心として設立されたブランドである。
本作はコンピュータゲームの開発を学ぶために作られたため、彼らが作りやすい分野を題材とする方針が取られた結果、スタッフ全員がやりやすいコメディ作品となった。
スタッフの一人である山原久稲は、2004年のGalge.comとのインタビューの中で、本作を脊髄反射で作ったゲームであると称し、今（2004年）の自分たちが見ても何を考えていたのか理解できないと話している。
また、音楽は山原とつながりのあったノーブランドサウンズが担当している。

## 評価
書籍『美少女ゲームマニアックス2』のコラム「ライアーソフトのイカれたゲームたち」では、ライアーソフトの作品群の一つとして本作が取り上げられている。
コラムの筆者は、軽妙なノリとテキストが、まとまりのないドタバタ劇を一つの作品として仕上げていると評価している。
また、筆者は透視を使うことで隠れキャラが見えるといったシステムも遊び心があるとして評価している。